# Adam Henryk Kaletka
Adam Henryk Kaletka (ur. 22 grudnia 1887 w Wielichowie, zm. 3 stycznia 1956 w Poznaniu) – polski historyk i archiwista.

## Życiorys
Urodził się w rodzinie nauczycielskiej Marcina i Antoniny z domu Gryglewicz. Był starszym bratem Zygmunta Kaletki. Maturę zdał w 1907 w gimnazjum w Gnieźnie. W latach następnych przygotowywał się do zawodu aptekarskiego: praktykował w Buku i Wolsztynie, studiował też za granicą (na wydz. filoz. uniwersytetów w Strasburgu, Berlinie i Rostocku). W 1914 zdał egzamin z farmacji i zaczął pracę w aptekach w Kostrzynie, potem w Legnicy i w Poznaniu. W 1915 roku ożenił się z Heleną z d. Fritsche (1893–1945).
Zainteresowania Adama Kaletki kierowały się jednak głównie ku historii, co doprowadziło go w 1920 do wstąpienia na drogę zawodową w Archiwum Państwowym w Poznaniu, gdzie szybko awansował: w 1924 został archiwistą, w 1931 – kustoszem. Porządkował głównie księgi grodzkie, sporządzając do nich liczne pomoce, niestety, zaginęły one w czasie wojny. W latach 1931–1932 pracował w Wiedniu jako rzeczoznawca w trakcie rokowań rewindykacyjnych.
We wrześniu 1939 uczestniczył w ewakuacji najcenniejszych archiwaliów, po powrocie do Poznania został aresztowany przez Niemców, po zwolnieniu wrócił do pracy do archiwum pod niemieckim zarządem. Od lutego 1945, przez kilka miesięcy, do czasu powrotu dyrektora Kazimierza Kaczmarczyka kierował pracą archiwum poznańskiego. Brał udział w poszukiwaniach wywiezionych materiałów archiwalnych. W 1955 przeszedł na emeryturę.
Adam Kaletka był wybitnym znawcą dokumentów średniowiecznych, świetnie znał łacinę, paleografię, neografię i język niemiecki. Jego doskonała znajomość zasobu archiwum poznańskiego wielokrotnie pomagała użytkownikom w poszukiwaniach. Był także teoretykiem archiwistyki, wygłaszając w 1925 na IV Powszechnym Zjeździe Historyków Polskich w Poznaniu ważny referat zatytułowany Zagadnienia zasadnicze przy porządkowaniu aktów niemieckich. Działał w towarzystwach naukowych.

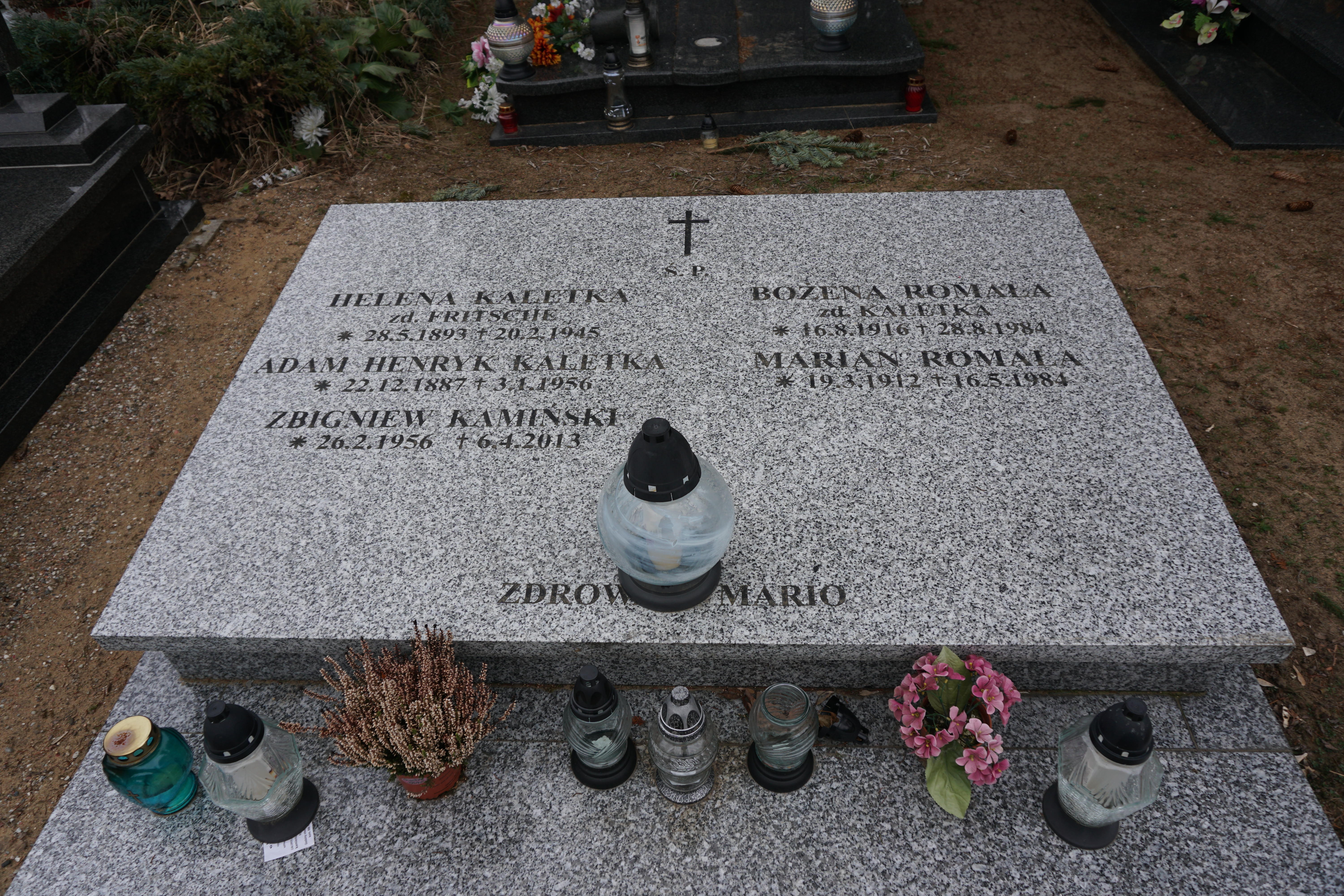
Grób Adama Henryka Kaletki na Cmentarzu Junikowskim

Zmarł 3 stycznia 1956 roku w Poznaniu. Został pochowany na Cmentarzu komunalnym na Junikowie w Poznaniu (pole 7-3-6-91).

## Ordery i odznaczenia
- Krzyż Oficerski Orderu Odrodzenia Polski
- Krzyż Kawalerski Orderu Odrodzenia Polski (2 lipca 1955)[3]
- Złoty Krzyż Zasługi (dwukrotnie: 11 listopada 1936[4], 1955)
- Medal 10-lecia Polski Ludowej (18 lutego 1955)[5]